# Chthamalophilus delagei
Chthamalophilus delagei is een krabbezakjessoort uit de familie van de Chthamalophilidae. De wetenschappelijke naam van de soort is voor het eerst geldig gepubliceerd in 1957 door Bocquet-Védrine.